# Station Acle
Acle is een station van National Rail in Broadland in Engeland. Het station is eigendom van Network Rail en wordt beheerd door Greater Anglia. 